# Jean Ducarroir
 (novembre 2022).
 (novembre 2022).
Jean Ducarroir,, né le 23 septembre 1950 à Puteaux et mort le 23 août 2003 à Longjumeau, est un pionnier des radios libres françaises. 
Chargé de cours en sciences économiques à l'Université Paris XIII-Nord, il crée ou participe à la création de Radio 93, de la Coordination des radios libres (CORALI) en juillet-août 1977, et de la Fédération nationale des radios libres (FNRL) en juin 1978. 
Il intervient dans Radio Riposte en juin 1979, crée avec d'autres Radio Paris 80 en mars 1980. Trois fois inculpé, deux fois condamné puis amnistié, il devient membre de la Commission consultative des radios locales privées en janvier 1982 et y demeure jusqu'en mai 1983. Il se retire, par la suite, des affaires radiophoniques. Il meurt à l'hôpital de Longjumeau le 23 août 2003.